# Elecciones generales de Kuwait de 1975
Elecciones parlamentarias tuvieron lugar en Kuwait el 27 de enero de 1975. Alrededor de 260 candidatos se postularon a las elecciones, en la cual los candidatos progobierno mantuvieron el bloque mayoritario en el parlamento. La participación fue de 60,1%.

## Resultados
| Partido                | Votos  | %   | Escaños | +/– |
| ---------------------- | ------ | --- | ------- | --- |
| Candidatos progobierno |        |     | 21      | +1  |
| Candidatos chiitas     |        |     | 10      | +4  |
| Oposición secular      |        |     | 7       | +3  |
| Independentes          |        |     | 6       | –7  |
| Candidatos sunitas     |        |     | 6       | 0   |
| Votos nulos/blancos    | –      | –   | –       |     |
| Total                  | 31,848 | 100 | 50      | 0   |
| Fuente: Nohlen et al.  |        |     |         |     |